# هلیو دوس آنجوس
هلیو دوس آنجلوس (انگلیسی: Hélio César Anjos زادهٔ ۷ مارس ۱۹۵۸) بازیکن سابق و مربی فوتبال اهل برزیل است.
در طول دوران بازی او در پست دروازه‌بان، برای فلامینگو، کروزیرو و جونویل بازی می‌کرد و در سن ۲۸ سالگی پس از آسیب دیدگی لگن بازنشسته شد.